# Type 1 Ho-Ni I
Ho-Ni I Kiểu 1 (一式砲戦車 ホニ I Isshiki ho-sensha?) là một kiểu pháo tự hành chống tăng của Lục quân Đế quốc Nhật Bản sử dụng tại mặt trận Thái Bình Dương trong Thế chiến thứ hai.

## Lịch sử phát triển
Sau khi Chiến tranh Thái Bình Dương bùng nổ, các lực lượng lục quân Đế quốc Nhật Bản đã phải đối đầu với các xe tăng hạng trung của Đồng Minh như M4 Sherman. Kiểu xe tăng chính của quân Nhật là Chi-Ha Kiểu 97 tỏ ra yếu thế hơn do có lớp thép và hỏa lực không bằng các kiểu xe tăng của Đồng Minh. Để khắc phục điều đó, người Nhật đã quyết định cho ra đời các phiên bản pháo tự hành chống tăng.
Ho-Ni I Kiểu 1 được phát triển dựa trên khung xe và động cơ của xe tăng Kiểu 97, tháp pháo gắn một dã pháo Kiểu 90 75 mm, được bọc thép bảo vệ ở phía trước và đằng sau, rất linh hoạt trong đánh cận chiến. Ho-Ni I Kiểu 1 được thiết kế để hoạt động với vai trò như pháo tự hành trong đơn vị thiết giáp yểm trợ cho bộ binh lẫn chống tăng. Kiểu thiết kế này không có chỗ cho việc lắp đặt súng máy, và tuy có hình dáng giống kiểu pháo tự hành chống tăng Panzerjäger của Đức Quốc xã, Ho-Ni I Kiểu 1 có tầm bắn lên đến hơn 12.000 m.
Khẩu dã pháo Kiểu 90 75 mm có khả năng xoay ngang 10 độ và góc bắn cao từ -5 đến 25 độ. Một chiếc Ho-Ni I có thể mang theo 54 quả đạn pháo.
Chỉ có một số lượng rất ít Ho-Ni I được sản xuất từ năm 1941 đến tháng 11 năm 1943 là 124 chiếc, trước khi nó được thay thế bởi Ho-Ni II Kiểu 2 trang bị một lựu pháo Kiểu 91 105 mm.

## Thiết kế
Ho-Ni I có chi tiết kỹ thuật tương đồng với xe tăng Kiểu 97 như cấu tạo khung gầm, hệ thống giảm xóc và sử dụng động cơ diesel. Tuy nhiên, toàn bộ hệ thống hỏa lực của kiểu xe tăng cũ đã được thay thế bằng khẩu dã pháo Kiểu 90 75 mm, được bọc thép ở ba mặt dày 50 mm. Trong khi đó, so với toàn bộ lớp thép của xe tăng Kiểu 97 (một trong những điểm yếu của kiểu xe tăng này), Ho-Ni I được tăng cường thêm một lớp thép dày 16 mm.

## Lịch sử hoạt động
Ho-Ni I Kiểu 1 được đưa ra sử dụng lần đầu trong trận Luzon tại Philippines năm 1944, với một số thành công nhất định, nhưng nó đã không đạt đến một số lượng đủ để ảnh hưởng đến cục diện trận chiến tại Philippines. Hầu hết những chiếc còn lại đều được đưa vào nhiệm vụ bảo vệ Nhật Bản trước cuộc đổ bộ của người Mỹ, do đó nó đã không còn được sử dụng trong chiến đấu từ đó cho đến ngày đế quốc Nhật đầu hàng.
Một chiếc Ho-Ni I Kiểu 1 thuộc trung đoàn 2 pháo binh thiết giáp (sư đoàn thiết giáp 2) Lục quân Nhật đã bị sư đoàn bộ binh 37 Lục quân Mỹ chiếm được tại Luzon vào ngày 6 tháng 4 năm 1945. Hiện nay, nó vẫn còn đang được trưng bày tại Bảo tàng Quân nhu Quân đội Mỹ ở Aberdeen, Maryland.